# 남유럽

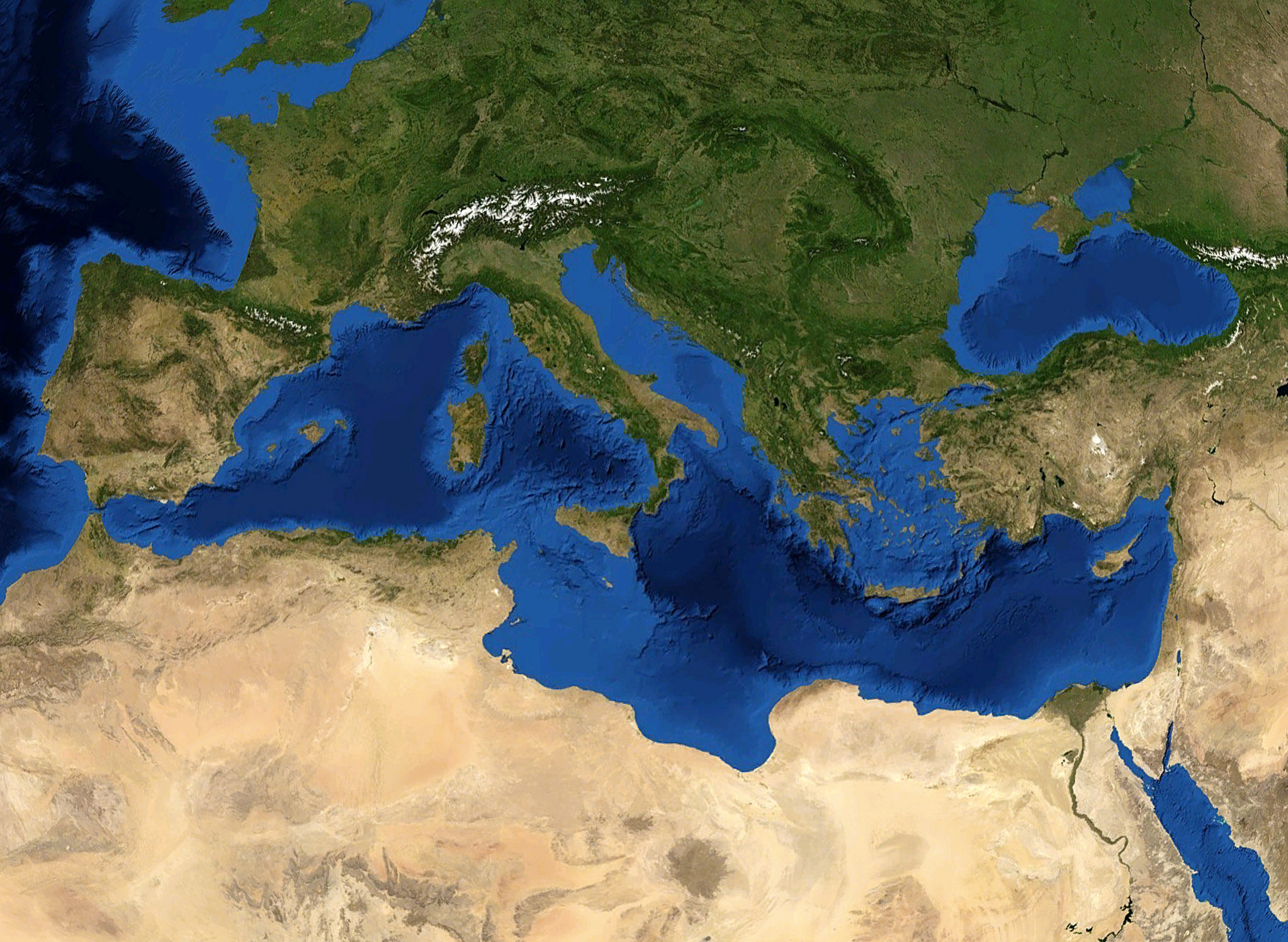
남유럽의 지리적, 민족문화적 경계는 북쪽으로는 피레네 산맥, 알프스 산맥, 남쪽으로는 지중해이다.

남유럽(영어: Southern Europe)은 유럽 남부의 지중해 연안국을 말한다.

## 남유럽의 국가

### 이베리아반도권
-  스페인
-  안도라
-  포르투갈

### 이탈리아반도권
-  몰타
-  바티칸 시국
-  산마리노
-  이탈리아

### 그리스-튀르키예권
-  그리스
-  키프로스
-  튀르키예

## 같이 보기
- 중앙유럽
- 동유럽
- 북유럽
- 동남유럽
- 서유럽